# Rota (Cádis)

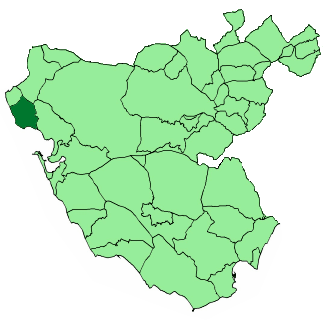
Localização de Rota

Rota é um município da Espanha na província de Cádis, comunidade autónoma da Andaluzia, de área 84 km² com população de 27270 habitantes (2006) e densidade populacional de 312,54 hab/km².

## Demografia
| Variação demográfica do município entre 1991 e 2004 | Variação demográfica do município entre 1991 e 2004 | Variação demográfica do município entre 1991 e 2004 | Variação demográfica do município entre 1991 e 2004 |
| --------------------------------------------------- | --------------------------------------------------- | --------------------------------------------------- | --------------------------------------------------- |
| 1991                                                | 1996                                                | 2001                                                | 2004                                                |
| 22691                                               | 24197                                               | 25053                                               | 26691                                               |